# Lipowa (Dąbrowa)
Lipowa  (dt. Neuleipe, bis 1914 Polnisch Leipe) ist eine Ortschaft in Oberschlesien. Das Dorf liegt in der Gemeinde Dambrau (Dąbrowa) im Powiat Opolski (Kreis Oppeln) in der Woiwodschaft Oppeln in Polen.

## Geographie

### Geographische Lage
Lipowa liegt im Westen der historischen Region Oberschlesien. Der Ort liegt etwa sieben Kilometer nordwestlich vom Gemeindesitz Dambrau und zwanzig Kilometer westlich von der Kreisstadt und Woiwodschaftshauptstadt Opole (Oppeln). Lipowa liegt in der Nizina Śląska (Schlesische Tiefebene) innerhalb der Równina Niemodlińska (Falkenberger Ebene). Lipowa ist umgeben von weitläufigen Waldgebieten. Südwestlich des Dorfes liegen die beiden See Wołowski, Komorzno und Czarny.

### Nachbarorte
Im Westen grenzt Lipowa an das Dorf Nowa Jamka (Deutsch Jamke). Weitere Nachbarorte sind die im Norden und Nordwesten zur Gemeinde Lewin Brzeski gehörenden Orte Oldrzyszowice (Hilbersdorf) und Przecza (Arnsdorf).

## Geschichte
Nach dem Ersten Schlesischen Krieg 1742 fiel Polnisch Leipe mit dem größten Teil Schlesiens an Preußen. 1760 wurde im Dorf eine evangelische Schule eingerichtet.
Nach der Neuorganisation der Provinz Schlesien gehörte die Landgemeinde Polnisch Leipe ab 1818 zum Landkreis Falkenberg O.S. im Regierungsbezirk Oppeln. 1845 bestanden im Dorf ein Schloss, ein Vorwerk, eine evangelische Schule, eine Brennerei, eine Brauerei und 44 Häuser. Im gleichen Jahr lebten in Polnisch Leipe 350 Menschen, davon 131 katholisch. 1855 lebten 332 Menschen im Ort. 1865 zählte das Dorf zehn Bauern, 26 Gärtner und sechs Häusler. Die einklassige evangelische Schule wurde von 47 Schüler besucht. 1874 wurde der Amtsbezirk Dambrau gegründet, welcher aus den Landgemeinden Dambrau, Czeppelwitz, Polnisch Leipe und Sokollnik sowie den Gutsbezirken Dambrau, Czeppelwitz, Polnisch Leipe und Sokollnik bestand. 1885 zählte Polnisch Leipe 268 Einwohner.
1933 lebten 323 Menschen, 1939 wiederum 325 Menschen im Ort. Bis Kriegsende 1945 gehörte der Ort zum Landkreis Falkenberg O.S.
Bis Kriegsende 1945 gehörte der Ort zum Landkreis Falkenberg O.S. Danach kam der bisher deutsche Ort unter polnische Verwaltung und wurde in Lipowa umbenannt und der Gmina Skorogoszcz angeschlossen. Die deutsche Bevölkerung wurde im August 1945 in das Internierungslager Lamsdorf getrieben. 80 Dorfbewohner fanden hier den Tod. Die restliche deutsche Bevölkerung wurde im Sommer 1946 vertrieben. 1950 kam der Ort zur Woiwodschaft Oppeln. 1973 wurde Lipowa der Gmina Dąbrowa angegliedert. 1999 kam der Ort zum wiedergegründeten Powiat Opolski.